# Olynthus narbal
Olynthus narbal är en fjärilsart som beskrevs av Stoll 1790. Olynthus narbal ingår i släktet Olynthus och familjen juvelvingar. Inga underarter finns listade i Catalogue of Life.

## Bildgalleri

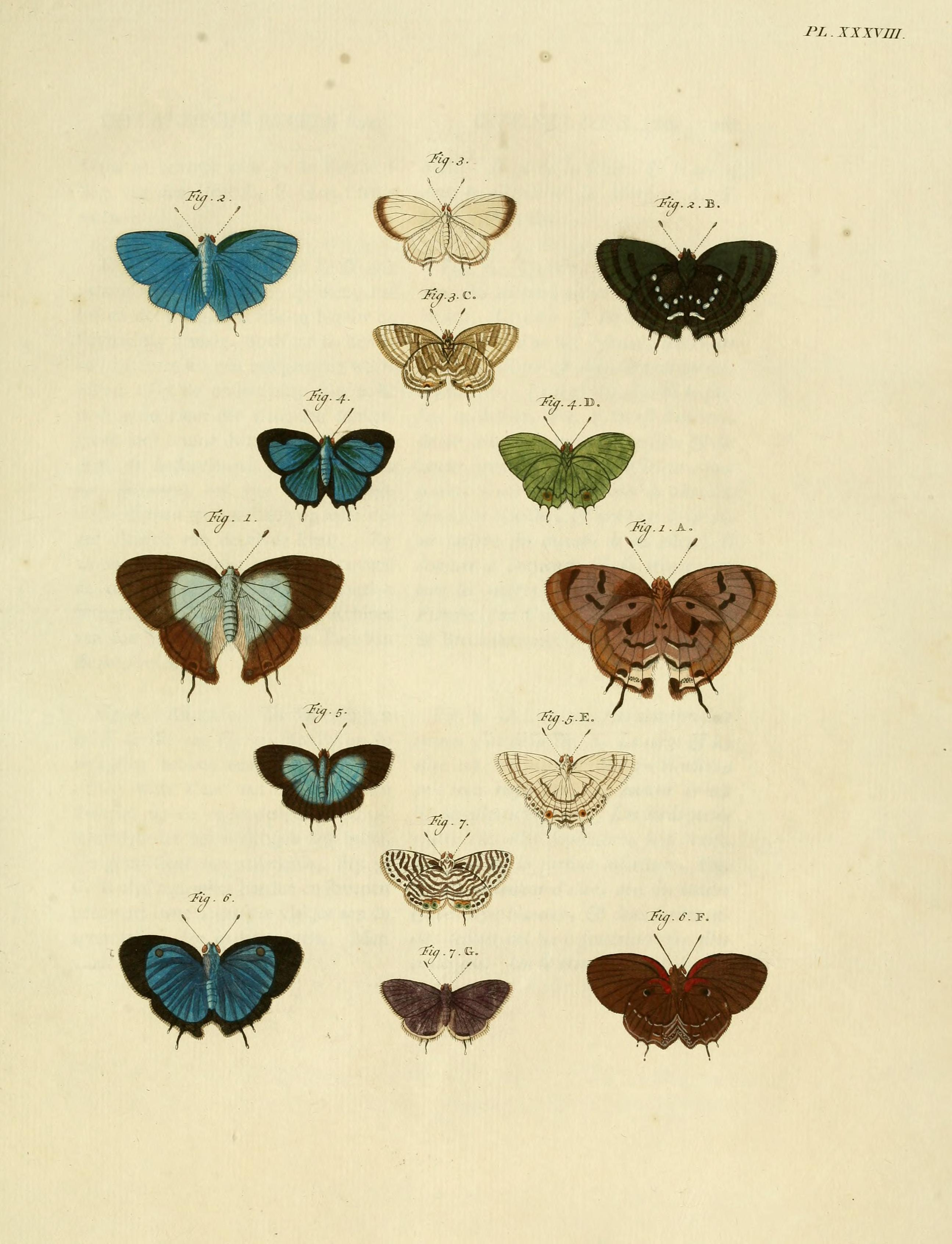